# Чуфаров, Даниил Владимирович
Даниил Владимирович Чуфаров (укр. Данило Володимирович Чуфаров; род. 15 июля 1989, Мариуполь) — украинский пловец-паралимпиец.

## Спортивная карьера
Начал заниматься спортом в восьмилетнем возрасте, после того, как стал терять зрение. В 2006 году дебютировал на чемпионате мира по плаванию среди инвалидов, выиграв три медали — серебряную и две бронзовые.
На Летних Паралимпийских играх 2008 года завоевал бронзу на дистанции 100 метров вольным стилем и серебро на дистанции 400 метров вольным стилем.
В 2009 году на чемпионате Европы стал двукратным чемпионом (400 метров вольным стилем и 100 метров баттерфляем), заняв также второе место на дистанции 200 метров комплексным плаванием и третье место на дистанции 100 метров на спине.
На Летних Паралимпийских играх 2012 года вновь завоевал серебро на 400 метрах, добавив к этому бронзу на 200 метрах комплексным плаванием. Пятую олимпийскую медаль завоевал на Паралимпийских играх 2016 года — бронза на 200 метрах комплексным плаванием.
Трижды рекордсмен мира в своей дисциплине (категория S13): на 400 метрах вольным стилем — время 4.05.95 и на 200 метрах комплексным плаванием — время 2.10.86 (оба результата установлены в 2013 году на чемпионате мира в Канаде), а также в составе паралимпийской сборной Украины в эстафете 4*100 вольным стилем (на чемпионате Европы 2014 года в Нидерландах).
Заслуженный мастер спорта (2012).

## Другие достижения
В 2011 году окончил Мариупольский государственный университет по специальности «менеджмент организаций». В 2013 году получил второе высшее образование, окончив Донбасский государственный педагогический университет по специальности «теория и методика физического воспитания». С 2013 года преподаёт на кафедре физического воспитания Мариупольского университета.
В 2014 году баллотировался как самовыдвиженец в Верховную Раду Украины на внеочередных парламентских выборах, занял девятое место из 15 кандидатов, набрав 1,35 % голосов. В 2015 году баллотировался в городской совет Мариуполя от Блока Петра Порошенко.
Удостоен ордена «За мужество» всех трёх степеней (2008, 2012, 2016 — после участия в каждой Паралимпиаде).
В 2024 году награждён орденом «За заслуги» III степени.
Женат на пловчихе-паралимпийке Ярине Матло.